# Ontario (odrůda jablek)

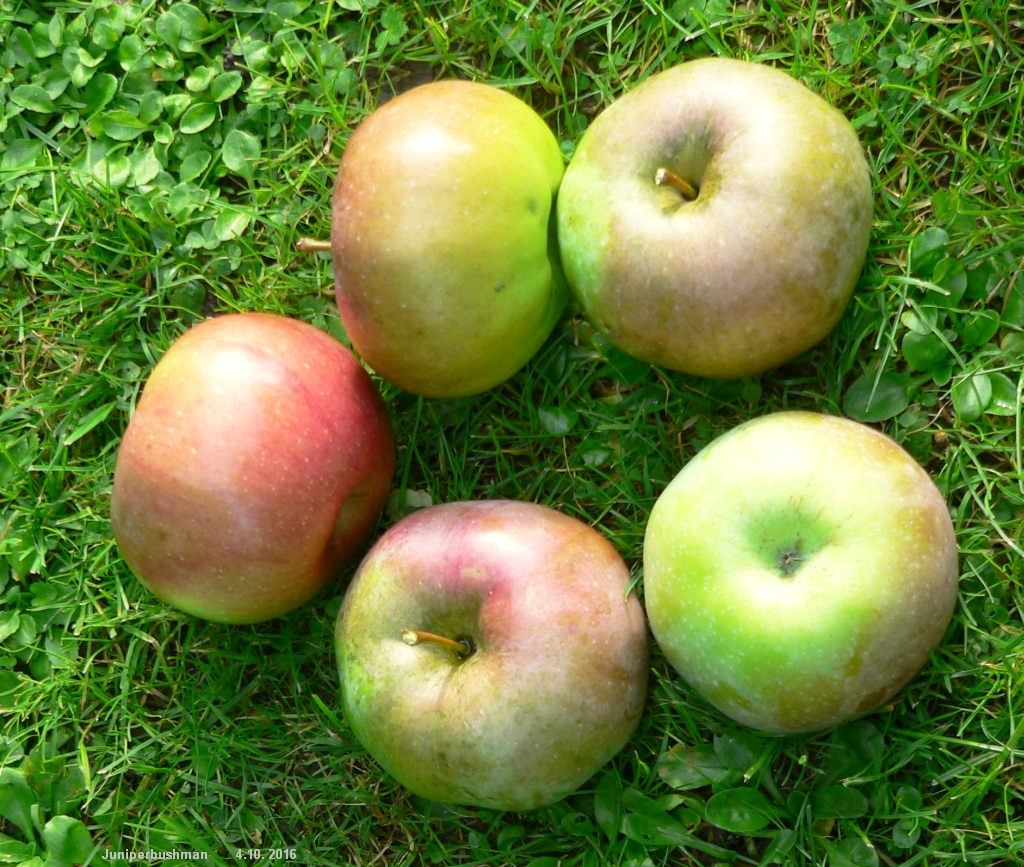
Čerstvě sklizené plody odrůdy Ontario

Ontario (Malus domestica 'Ontario') je ovocný strom, kultivar druhu jabloň domácí z čeledi růžovitých. Řadí se mezi vysloveně zimní odrůdy.

## Historie

### Původ
Odrůda byla vyšlechtěna jako kříženec odrůd 'Wagenerovo' × 'Northern Spy'. Do praxe byla zavedena v roce 1882 firmou bratří Transonů. Okolo přesných údajů vzniku odrůdy koluje několik omylů. S určitostí lze uvést, že byla vypěstována roku 1874 v Ontario County v USA (nikoliv v Ontariu v Kanadě).

### Rozšíření
Do poloviny 20. století bylo velmi oblíbené a rozšířené ve všech oblastech pěstování jabloní a to i ve velkovýsadbách. V Česku se v současnosti vyskytuje v zahrádkách.

## Vlastnosti

### Růst
Růst odrůdy je střední, později slabší. Koruna počátku jehlancovitá, později mírně rozložitá. Vytváří plodonosný obrost ve formě trnců a krátkých plodných větví. Vyžaduje středně hluboký řez a později zmlazování.

### Plodnost a zralost
Plodí záhy, hojně, výrazně střídavě. Plody jsou citlivé na otlačení při sklizni a dopravě. Sklízí se co nejpozději po půlce října, konzumní zralosti dosahuje v lednu a vydrží až do května.

### Plod
Plod je zploštělý, tupě žebernatý, velký až velmi velký. Slupka slabě ojíněná, hladká, pevná, lesklá a ve zralosti mírně mastná. Základní barva je zelená, poději žlutá s karmínovým „rozmytým“ líčkem na osluněné straně, někdy se slabým žíháním. Dužnina je nažloutlá, měkká, velmi šťavnatá s navinulou chutí, dobrá. Proti jiným odrůdám obsahuje více vitamínu C. Plody při skladování nevadnou, ale při přehnojení křenčí.

### Choroby a škůdci
Odrůda trpí středně strupovitostí jabloní a silněji padlím. Při silných mrazech namrzá v kmeni a silnějších větvích.

## Hodnocení
Kromě nedostatečné chuťové kvality a citlivosti k otlačení je hlavním nedostatkem střídavá plodnost. Pěstování v zahrádkách má smysl pro pěstitele, kteří mají k dispozici vhodný sklep ke skladování. Odrůda je velmi vhodná k domácímu moštování během zimy.

## Další šlechtění
Kříženci
- 'Švýcarské oranžové' – získané jako kříženec 'Ontario' × 'Coxova reneta' v roce 1935
- 'Juno' – získané křížením 'Ontario' x 'Londýnské', zavedené 1971
- 'Böttnerovo' – kříženec 'Ontario' × 'Charlamovski' v roce 1910

Mutace
Byly získány tetraploidní mutace 'Ontario (4n)' a 'Geneva Ontario'.